# Axonometrie

Axonometrie eines Hauses auf Karo-Papier
Torbogen (Kreise) in Kavalierprojektion

Die Axonometrie ist ein Verfahren in der darstellenden Geometrie, um relativ einfach räumliche Objekte in einer Zeichenebene darzustellen.
Hierbei verwendet man die kartesischen Koordinaten wesentlicher Punkte und die Bilder der drei Koordinatenachsen in einer Zeichenebene. Das Resultat ist für jede Wahl der Bildachsen bis auf eine Skalierung eine Parallelprojektion. Im Allgemeinen ergibt sich eine schiefe (oder schräge) Parallelprojektion. Nur bei besonderer Wahl der Bildachsen und der Verzerrungsverhältnisse ergibt sich eine orthogonale (oder senkrechte) Parallelprojektion, das heißt die Abbildungsstrahlen stehen senkrecht auf der Bildebene (s. orthogonale Axonometrie).

## Prinzip der Axonometrie

Prinzip der Axonometrie

Man denkt sich die Koordinatenachsen zusammen mit dem Ursprung {\displaystyle O} und den Punkten
{\displaystyle E_{x}(1,0,0),} {\displaystyle E_{y}(0,1,0),} {\displaystyle E_{z}(0,0,1)} mit Hilfe paralleler Strahlen auf eine Zeichenebene projiziert. Die Einheitsstrecken
werden in der Regel verzerrt wiedergegeben. Die Verzerrungsverhältnisse werden mit {\displaystyle v_{x}}, {\displaystyle v_{y}} und {\displaystyle v_{z}} bezeichnet.
Ein Punkt {\displaystyle P(x,y,z)} wird nun wie folgt in das Bild mit den Koordinatenachsen eingetragen:
Man gehe vom Nullpunkt {\displaystyle {\overline {O}}}
um {\displaystyle x\cdot v_{x}} in {\displaystyle {\overline {x}}}-Richtung, dann
um {\displaystyle y\cdot v_{y}} in {\displaystyle {\overline {y}}}-Richtung  und schließlich
um {\displaystyle z\cdot v_{z}} in {\displaystyle {\overline {z}}}-Richtung.
(Die Reihenfolge kann beliebig vertauscht werden.)
Da es für eine konkrete Projektionsrichtung und Lage der Bildebene sehr mühsam ist, Bildachsen und Verzerrungen zu konstruieren, wählt man einfach die Bilder der Koordinatenachsen in der Zeichenebene und definiert geeignete Verzerrungen. Die mathematische Rechtfertigung dafür ist der Satz von Pohlke: Für fast jede Wahl der Bildachsen und Verzerrungen erhält man bis auf Ähnlichkeit (Skalierung) das Bild einer Parallelprojektion. Es muss nur vorausgesetzt werden, dass die vier Bildpunkte {\displaystyle {\overline {O}},} {\displaystyle {\overline {E_{x}}},} {\displaystyle {\overline {E_{y}}},} {\displaystyle {\overline {E_{z}}}} nicht auf einer gemeinsamen Geraden liegen (so könnte ein Verzerrungsverhältnis auch {\displaystyle 0} sein).

## Bildachsen und Verzerrungen
(Für Festlegungen im Bereich Technisches Zeichnen: siehe DIN 5 Teil 10.)

Verschiedene Verzerrungen eines Einheitswürfels
(Bildebene parallel zur yz-Ebene)

Parameter spezieller Axonometrien (die Militärprojektion ist ein Spezialfall der Vogelperspektive mit v_{z}=1)

Parameter einer allgemeinen Axonometrie

Nur bei geeigneter Wahl von Bildachsen und Verzerrungen ist der Bildeindruck gut. Eine gute Bildwirkung erzielt man, wenn man die Bildachsen und die Verzerrungsverhältnisse so wählt, dass das Ergebnis eine senkrechte Parallelprojektion ist. Da man mit möglichst einfachen Verzerrungsverhältnissen (z. B.: 1 oder 0,5) arbeiten möchte, kann man sich bei der Wahl der Bildachsen und Verzerrungen an den Beispielen im Bild („verschiedene Verzerrungen eines Einheitswürfels“) orientieren. Hat man Karo-Papier zur Verfügung, so bietet sich die folgende Wahl für Achsen und Verzerrungen an: Zwei Koordinatenachsen fallen mit den Hauptrichtungen des Karo-Papiers zusammen, die dritte Achse verläuft in Richtung der Karo-Diagonalen (siehe Eingangsbild). Um die Konstruktion einfach zu halten, sollte man die Einheiten auf der waagrechten und senkrechten Achse zwei Kästchen und auf der Diagonalrichtung eine Kästchendiagonale als Einheit wählen. Das ergibt dann folgende Verzerrungen: {\displaystyle v_{x}:v_{y}:v_{z}=1/{\sqrt {2}}:1:1} gleich ≈ 0,7:1:1.
Axonometrien mit zwei gleichen Verzerrungen heißen dimetrisch, mit drei gleichen Verzerrungen isometrisch, ansonsten trimetrisch.
Festlegung:
- {\displaystyle \alpha :} Winkel zwischen der {\displaystyle {\overline {z}}}-Achse und der {\displaystyle {\overline {x}}}-Achse
- {\displaystyle \beta :} Winkel zwischen der {\displaystyle {\overline {z}}}-Achse und der {\displaystyle {\overline {y}}}-Achse
- {\displaystyle \gamma :} Winkel zwischen der {\displaystyle {\overline {x}}}-Achse und der {\displaystyle {\overline {y}}}-Achse

### Kavalierprojektion, Kabinettprojektion
- Bildebene parallel zur yz-Ebene, d. h.
  - {\displaystyle \beta =90^{\circ }} und
  - {\displaystyle v_{y}=v_{z}=1}.
- Bemerkung: In der Literatur werden die Begriffe Kavalierperspektive und Kabinettperspektive nicht einheitlich definiert. Die obige Definition ist die allgemeinste. Oft werden weitere Beschränkungen gefordert:
  - Kabinettprojektion: zusätzlich {\displaystyle \alpha =\gamma =135^{\circ }} und {\displaystyle v_{x}=0{,}5} (Dimetrie),
  - Kavalierprojektion: zusätzlich {\displaystyle \alpha =\gamma =135^{\circ }} und {\displaystyle v_{x}=1} (Isometrie).

### Vogelperspektive, Militärprojektion
- Bildebene parallel zur xy-Ebene, d. h.
  - {\displaystyle \gamma =90^{\circ }} und
  - {\displaystyle v_{x}=v_{y}=1} (Dimetrie).
- Für die Militärprojektion gilt zusätzlich: {\displaystyle v_{z}=1} (Isometrie).

Solche Axonometrien werden bei Stadtplänen verwendet, um Maßstabgerechtigkeit (horizontal) und Anschaulichkeit von Gebäuden zu erreichen.

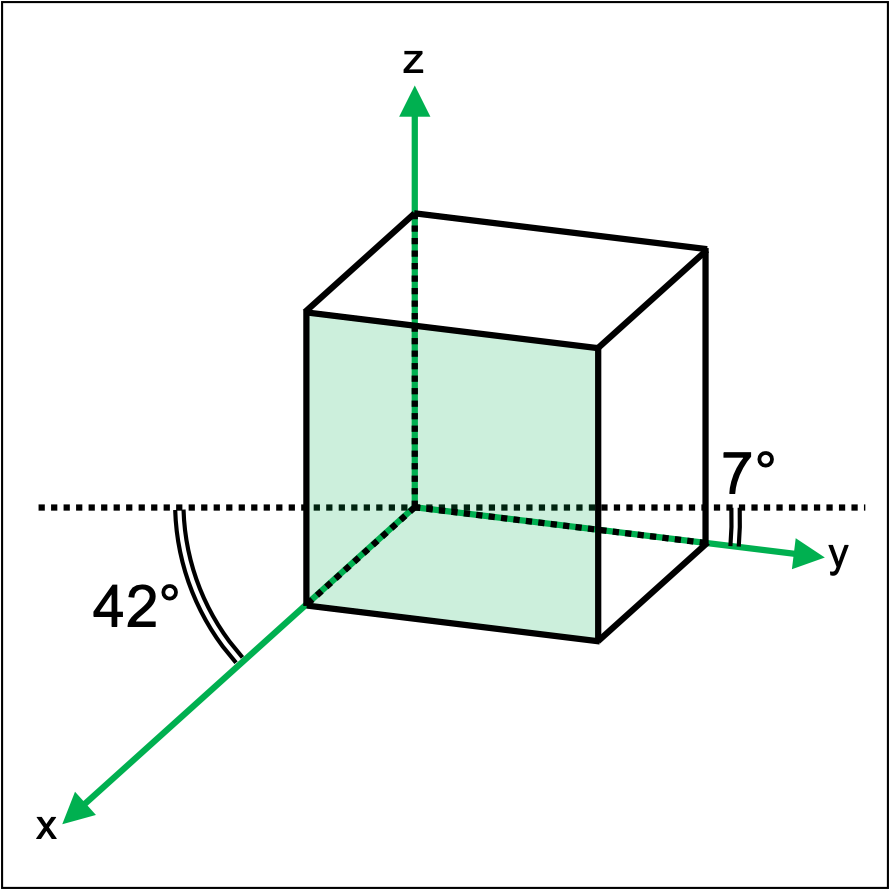
Würfel in Ingenieurperspektive.

### Ingenieur-Axonometrie (Ingenieurperspektive)
Bei einer Ingenieur-Axonometrie nach ISO 5456-3:1996(E) sind die Verzerrungen:
{\displaystyle {\begin{aligned}v_{x}&=0.5\\v_{y}=v_{z}&=1\end{aligned}}} (dimetrische Axonometrie)
Die Achsen sind wie folgt ausgerichtet:
{\displaystyle {\begin{aligned}\alpha =\gamma &=132^{\circ }\\\beta &=97^{\circ }\end{aligned}}} (oder auch 7° und 42° zur Waagerechten)
Vorteile der Ingenieur-Axonometrie sind:
- einfache Verzerrungen,
- fast eine senkrechte Axonometrie (gute Bildwirkung, der Skalierungsfaktor ist 1,06),
- der Umriss einer Kugel ist ein Kreis (ansonsten ist er eine Ellipse).

### Isometrische Axonometrie

Beispiele in Standard-Isometrie: Würfel, Quader, Haus und Kugel

Würfel mit isometrischer Axonometrie

(Man beachte die Mehrfachbedeutung des Ausdrucks Isometrie in der Mathematik.)
Bei der isometrischen Axonometrie, kurz: Isometrie, sind die Verzerrungen alle gleich. Die Winkel zwischen den Achsen-Bildern können noch frei gewählt werden.
Bei der als Standard-Isometrie bezeichneten Darstellung gilt folgendes:
- {\displaystyle v_{x}=v_{y}=v_{z}=1} (alle Achsen unverzerrt)
- {\displaystyle \alpha =\beta =\gamma =120^{\circ }}, wobei die {\displaystyle {\overline {z}}}-Achse senkrecht ist

Die Vorteile dieser Parameterwahl sind:
- Die Koordinaten können unverändert übernommen werden,
- Das axonometrische Bild ist eine um den Faktor {\displaystyle {\sqrt {1{,}5}}=1{,}225} skalierte Orthogonalprojektion (senkrechte Parallelprojektion). Daraus resultiert eine gute Bildwirkung und der Umriss einer Kugel ist ein Kreis.
- Zeichensysteme, wie z. B. xfig, bieten ein Dreiecksraster, um das Zeichnen von Objekten mit achsenparallelen Kanten zu erleichtern.

Die „Nachteile“ sind:
- Ein Schönheitsfehler aufgrund der Symmetrie ist, dass zwei der 8 Eckpunkte eines achsenparallelen Würfels zusammenfallen (siehe Bild „Würfel mit isometrischer Axonometrie“).

Verschiedene Axonometrien eines Turmes

### Überblick über die speziellen Axonometrien
Bei einer allgemeinen Axonometrie können die zwei Winkel {\displaystyle 0<\alpha ,\beta } zwischen den Achsen und die Verzerrungen {\displaystyle 0<v_{x},v_{y},v_{z}} (fast) frei gewählt werden. Damit alle drei Achsenbilder nicht auf einer Geraden liegen, muss {\displaystyle 0<\alpha +\beta <360^{\circ }} sein. Diese Beschränkung für die Wahl der Winkel garantiert eine Ansicht von schräg oben. Die Beschränkung {\displaystyle 360<\alpha +\beta <720^{\circ }} liefert Ansichten von schräg unten . Sie vertauscht die übliche Orientierung von der x-Achse zu der y-Achse. Negative Verzerrungen würden die übliche Orientierung der Achsen verändern.

## Kreise in der Axonometrie

Axonometrie: Kreise in Kavalierprojektion

Kreise werden bei Parallelprojektion im Allgemeinen auf Ellipsen abgebildet. Ein wichtiger Sonderfall: Ein Kreis, dessen Kreisebene parallel zur Bildtafel ist, wird unverzerrt abgebildet. Dies ist beispielsweise der Fall bei einer Kavalierprojektion, bei der die yz-Ebene (siehe Beispiel) unverzerrt abgebildet wird. Bei einer Vogelperspektive bleiben alle horizontalen Kreise unverzerrt. Falls ein Kreis zu einer Ellipse verzerrt wird (siehe Bild „Axonometrie: Kreise in Kavalierprojektion“), kann man einige Punkte und ein Tangentenquadrat abbilden und in das Bild des Quadrates (Parallelogramm) eine Ellipse von Hand oder mit einem Zeichenprogramm einpassen. Dabei ist zu beachten, dass die Bilder von senkrechten Kreisdurchmessern im Allgemeinen nicht die Hauptachsen der Bildellipse, sondern konjugierte Durchmesser sind. Aus diesen kann man die Hauptachsen mit Hilfe der Rytzschen Achsenkonstruktion rekonstruieren. Anschließend lässt sich die Ellipse mit einem Zeichenprogramm oder einem Ellipsenzirkel exakt zeichnen. Falls man nur Zirkel, Lineal und ein Kurvenlineal zur Hand hat, lässt sich die Ellipse erstaunlich gut und schnell mit Hilfe der Scheitelkrümmungskreise näherungsweise zeichnen (s. Ellipse oder C. Leopold, S. 64). In der orthogonalen Axonometrie kommt man meistens ohne die aufwändige Rytzkonstruktion aus.

## Kugeln in der Axonometrie

Vogelperspektive einer Kugel mit vz=1

Der Umriss einer Kugel ist nur bei orthogonaler Axonometrie einfach ein Kreis mit dem Radius der Kugel. Da sowohl die Ingenieuraxonometrie als auch die Standardisometrie skalierte Orthogonalprojektionen sind (s. oben), erscheint der Umriss einer Kugel hier auch jeweils als Kreis, allerdings skaliert. In einer beliebigen Axonometrie erscheint der Umriss einer Kugel als Ellipse, was den Betrachter irritieren mag (siehe das Bild einer Kugel in isometrischer Vogelperspektive). Deshalb sollte man Szenen mit Kugeln besser mit orthogonaler Axonometrie oder wenigstens in Ingenieur-Axonometrie oder Standardisometrie abbilden.

## Koordinatenrechnung
Im Raum liege weiterhin das kartesische {\displaystyle x{\text{-}}y{\text{-}}z{\text{-}}}Koordinatensystem mit Ursprung {\displaystyle O} zugrunde. Die Zeichenebene sei mit einem kartesischen {\displaystyle x'{\text{-}}y'{\text{-}}}Koordinatensystem mit Ursprung {\displaystyle {\overline {O}}} versehen. Eine Axonometrie, bei der {\displaystyle {\overline {O}}} Bildpunkt von {\displaystyle O} ist, lässt sich durch die Abbildung {\displaystyle f\colon \ \mathbb {R} ^{3}\to \mathbb {R} ^{2},}
{\displaystyle p={\begin{pmatrix}x\\y\\z\end{pmatrix}}\mapsto f(p)={\begin{pmatrix}x'\\y'\end{pmatrix}}}
beschreiben, die dem Koordinatenvektor {\displaystyle p\in \mathbb {R} ^{3}} eines allgemeinen Raumpunktes {\displaystyle P} den Koordinatenvektor in {\displaystyle \mathbb {R} ^{2}} des Bildpunktes {\displaystyle {\overline {P}}} zuordnet. Die Abbildung {\displaystyle f} ist linear und kann somit durch ihre {\displaystyle 2\!\times \!3\,{\text{-}}}Abbildungsmatrix {\displaystyle A} dargestellt werden:
{\displaystyle f(p)=A\!\ p}
(Matrix-Vektor-Produkt). Die drei Spalten von {\displaystyle A} sind die Bildvektoren {\displaystyle f(e_{x}),f(e_{y}),f(e_{z})\in \mathbb {R} ^{2}} der Standardbasis-Vektoren
{\displaystyle e_{x}={\begin{pmatrix}1\\0\\0\end{pmatrix}},\quad e_{y}={\begin{pmatrix}0\\1\\0\end{pmatrix}},\quad e_{z}={\begin{pmatrix}0\\0\\1\end{pmatrix}}}
und beschreiben so die {\displaystyle {\overline {x}}{\text{-}},} {\displaystyle {\overline {y}}{\text{-}}} und {\displaystyle {\overline {z}}{\text{-}}}Bildachse. Sie liegen nicht auf einer gemeinsamen Ursprungsgeraden, d. h. die reelle {\displaystyle 2\!\times \!3\,{\text{-}}}Matrix {\displaystyle A} hat den Rang {\displaystyle 2.} Umgekehrt erzeugt jede derartige Matrix eine Axonometrie.

### Beispiele
1. Die oben eingeführten Verzerrungen {\displaystyle v_{x},v_{y},v_{z}} und Winkel {\displaystyle \alpha ,\beta } führen umgehend auf die Abbildungsmatrix
{\displaystyle A={\begin{pmatrix}-v_{x}\sin \alpha &v_{y}\sin \beta &0\\v_{x}\cos \alpha &v_{y}\cos \beta &v_{z}\end{pmatrix}};}
dabei wird angenommen, dass die {\displaystyle y'{\text{-}}}Achse ebenso wie die {\displaystyle {\overline {z}}{\text{-}}}Bildachse nach oben und die {\displaystyle x'{\text{-}}}Achse nach rechts zeigt.
2. Speziell für {\displaystyle v_{x}=v_{y}=v_{z}=1} und {\displaystyle \alpha =\beta =120^{\circ }} ergibt sich die Standard-Isometrie mit der Matrix
{\displaystyle A={\begin{pmatrix}-{\frac {\sqrt {3}}{2}}&{\frac {\sqrt {3}}{2}}&0\\-{\frac {1}{2}}&-{\frac {1}{2}}&1\end{pmatrix}}.}
Bei ihr wird etwa die Ecke {\displaystyle p=(1,1,1)^{\mathsf {T}}} des Einheitswürfels auf {\displaystyle f(p)=A\!\ p=(0,0)^{\mathsf {T}}} abgebildet, ebenso wie die gegenüberliegende Ecke {\displaystyle (0,0,0)^{\mathsf {T}}} (mit {\displaystyle {}^{\mathsf {T}}} wird die Transponierung bezeichnet). Wie oben erwähnt, ist die Standard-Isometrie eine um den Faktor {\displaystyle \textstyle {\sqrt {3/2}}} skalierte orthogonale Axonometrie.
3. Wird also die letzte Matrix mit dem Kehrwert {\displaystyle \textstyle {\sqrt {2/3}}} multipliziert, so ergibt sich die Abbildungsmatrix
{\displaystyle A={\begin{pmatrix}-{\frac {1}{\sqrt {2}}}&{\frac {1}{\sqrt {2}}}&0\\-{\frac {1}{\sqrt {6}}}&-{\frac {1}{\sqrt {6}}}&{\sqrt {\frac {2}{3}}}\end{pmatrix}}}
einer orthogonalen Axonometrie. Übrigens sind bei ihrer Transponierten {\displaystyle A^{\mathsf {T}}} beide Spalten
{\displaystyle e_{x}'={\begin{pmatrix}-{\frac {1}{\sqrt {2}}}\\{\frac {1}{\sqrt {2}}}\\[0.3ex]0\end{pmatrix}},\quad e_{y}'={\begin{pmatrix}-{\frac {1}{\sqrt {6}}}\\-{\frac {1}{\sqrt {6}}}\\{\sqrt {\frac {2}{3}}}\end{pmatrix}}}
orthonormal, d. h. es gilt {\displaystyle e_{x}'\cdot e_{y}'=0} und {\displaystyle e_{x}'\cdot e_{x}'=e_{y}'\cdot e_{y}'=1.} Das charakterisiert orthogonale Axonometrien, wie sich im Folgenden beispielhaft zeigt.
4. Nun wird umgekehrt eine weitere orthogonale Axonometrie mithilfe der orthonormalen Vektoren
{\displaystyle e_{x}'={\frac {1}{7}}{\begin{pmatrix}6\\-3\\-2\end{pmatrix}},\quad }{\displaystyle e_{y}'={\frac {1}{7}}{\begin{pmatrix}3\\2\\6\end{pmatrix}}}
konstruiert. Diese beiden bestimmen zusammen mit {\displaystyle e_{z}'=e_{x}'\times e_{y}'} und {\displaystyle O} ein weiteres kartesisches Koordinatensystem im Raum. Ein allgemeiner Raumpunkt {\displaystyle P} hat jetzt noch einen weiteren Koordinatenvektor {\displaystyle p'=(x',y',z')^{\mathsf {T}}} neben {\displaystyle p=(x,y,z)^{\mathsf {T}}.} Dabei gilt stets {\displaystyle E\!\ p'=p} mit der {\displaystyle 3\!\times \!3\,{\text{-}}}Basiswechsel-Matrix {\displaystyle E={\big (}e_{x}'\,{\big |}\,e_{y}'\,{\big |}\,e_{z}'{\big )}.} Weil diese orthogonal ist, gilt {\displaystyle E^{-1}=E^{\mathsf {T}}} und folglich {\displaystyle p'=E^{\mathsf {T}}p.} Die orthogonale Axonometrie, die senkrecht auf die {\displaystyle x'{\text{-}}y'{\text{-}}}Ebene als Zeichenebene projiziert, entspricht dem Weglassen der untersten {\displaystyle z'{\text{-}}}Koordinate bei {\displaystyle p'.} Ihre Abbildungsmatrix erhält man entsprechend aus {\displaystyle E^{\mathsf {T}}} durch Weglassen der untersten Zeile:
{\displaystyle A={\frac {1}{7}}\,{\begin{pmatrix}6&-3&-2\\3&2&6\end{pmatrix}}.}
Damit lassen sich Punkte in dem nebenstehenden Bild des Einheitswürfels berechnen. So wird etwa die Ecke {\displaystyle p=(1,1,1)^{\mathsf {T}}} auf {\displaystyle f(p)=A\!\ p={\big (}{\tfrac {1}{7}},{\tfrac {11}{7}}{\big )}{}^{\mathsf {T}}} abgebildet.